# Myrtjärnen (Boteå socken, Ångermanland)
Myrtjärnen är en sjö i Sollefteå kommun i Ångermanland och ingår i Ångermanälvens huvudavrinningsområde. Sjön har en area på 0,0803 kvadratkilometer och ligger 191 meter över havet.

## Delavrinningsområde
Myrtjärnen ingår i det delavrinningsområde (701333-160017) som SMHI kallar för Utloppet av Mellantjärnen. Medelhöjden är 206 meter över havet och ytan är 1,58 kvadratkilometer. Räknas de 2 avrinningsområdena uppströms in blir den ackumulerade arean 4,32 kvadratkilometer. Vattendraget som avvattnar avrinningsområdet har biflödesordning 4, vilket innebär att vattnet flödar genom totalt 4 vattendrag innan det når havet efter 26 kilometer. Avrinningsområdet består mestadels av skog (88 procent). Avrinningsområdet har 0,18 kvadratkilometer vattenytor vilket ger det en sjöprocent på 11,1 procent.